# 彌生 (文京區)
彌生（日语：／ Yayoi */?）是東京都文京區的町名。現行行政地名為彌生一丁目及彌生二丁目。2013年8月1日為止的居住人口有1,981人。郵遞區號為113-0032。

## 地理
町內有東京大學本鄉校區彌生、淺野地區（農學部、工學部等）、彌生美術館、竹久夢二美術館、立原道造紀念館、「佐藤八郎舊居跡」碑（彌生二丁目16番1號）等。本鄉校區淺野地區有彌生二丁目遺跡、「彌生式土器發掘地」碑、方形周溝墓（復原）、淺野公爵邸跡地碑。本鄉校區彌生地區有紀念舊制一高的向陵碑與朱舜水先生辭世地碑。

## 歷史
1884年（明治17年），此地挖掘出彌生式土器，為彌生式土器與彌生時代命名的由來。
江戶時代，此地為水戶藩中屋敷與播磨小笠原藩下屋敷所在地。明治時期，因為此地是面向上野忍岡的向丘一部分，加上德川齊昭在水戶藩中屋敷歌碑上的和歌中提到彌生（3月），因此町名定為向丘彌生町。
後町域大部分成為帝國大學（現東京大學）與第一高等學校（現東京大學農學部（本鄉校區彌生地區））校地、警視廳射撃場、彌生神社（彌生慰靈堂前身）與淺野侯爵邸（現東京大學本鄉校區淺野地區（工學部））。
1894年（明治27年）至1895年（明治28年），言問通網本鄉通延伸，向丘彌生町開闢坂道「彌生坂」。
1965年（昭和40年）4月1日實施住居表示。森川町一部分加上言問通南側全域為彌生二丁目、北側東京大學農學部用地為彌生一丁目，其他北部地域編入根津一丁目。
對於編入根津一丁目的向丘彌生町區域，詩人佐藤八郎、法學者團藤重光、宮内廳侍醫西川義方展開反對運動，1967年（昭和42年）舊根津須賀町一部分編入彌生二丁目，為現在的彌生二丁目13-20番。

### 地名由來
德川齊昭在水戶藩中屋敷歌碑上的和歌中提到彌生（3月）而得名。

## 交通
最近的車站是東京地下鐵南北線東大前站、東京地下鐵千代田線根津站。

## 備註
1. ↑  『角川日本地名大辞典 13 東京都』、角川書店、1991年再版、P993
2. ↑  .   [2013-08-07]. （原始内容存档于2013-05-13）.

## 外部連結
- 文京區官方網站 （页面存档备份，存于）

35°43′12″N 139°45′35″E / 35.72000°N 139.75972°E